# Тат-Кильмезь
 Тат-Кильмезь  — деревня в Кильмезском районе Кировской области в составе Малокильмезского сельского поселения.

## География
Расположена на расстоянии примерно 2 км по прямой на запад от райцентра поселка Кильмезь.

## История
Известна с 1939, в 1950 хозяйств 51 и жителей 244, в 1989 году 257 жителей .

## Население
Постоянное население составляло 255 человек (татары 97%) в 2002 году, 224 в 2010.